# 琼豆
琼豆（学名：Teyleria koordersii）为豆科琼豆属下的一个种。